# Melissa Ashby
Melissa Ashby (sinh ngày 6 tháng 3 năm 1986) là một cựu vận động viên bơi lội người Grenada, chuyên về các sự kiện bơi ếch. Ashby đủ điều kiện thi đấu 100 m bơi ếch nữ tại Thế vận hội Mùa hè 2004 ở Athens, bằng cách nhận được một vị trí Quốc tế từ FINA, trong thời gian vào 1: 20,53. Cô đã thách đấu bảy vận động viên bơi lội khác trong một lần nóng, bao gồm Katerine Moreno của Bolivia, người đã tham gia Thế vận hội thứ ba kể từ năm 1988. Cô đua đến vị trí thứ năm trong 1: 22,67, chỉ thua 2,14 giây so với ban đầu. Ashby thất bại trong trận bán kết, khi cô xếp hạng bốn mươi lăm tổng thể trong các màn dạo đầu.